# Flight Tower
Flight Tower je čtyřpísňové extended play (EP) americké hudební skupiny Dirty Projectors. Vydáno bylo 25. června 2020 společností Domino Records (původně mělo vyjít až o den později). Jde o druhé z pěti EP, která vyjdou v roce 2020, přičemž na každém zpívá jiný člen kapely. Na tomto zpívá Felicia Douglass. Album produkoval a mixoval lídr kapely David Longstreth, který je zároveň autorem všech písní. První píseň z alba nazvaná „Lose Your Love“ byla zveřejněna 5. května 2020. Dne 11. června 2020 vyšla další, „Inner World“. Píseň „Self Design“ obsahuje samply písně „Dolly Dawn“ od Harryho Belafonta a také Ravelova „Miroirs“. V říjnu 2020 vyšel remix písně „Lose Your Love“ od dua Chromeo.

## Seznam skladeb
1. Inner World
2. Lose Your Love
3. Self Design
4. Empty Vessel

## Obsazení
Na albu hrají:
- David Longstreth
- Maia Friedman
- Felicia Douglass
- Kristin Slipp
- Michael Johnson